# Жозеф-Марі Пернеті
Жозеф-Марі Пернеті (*Joseph Marie Pernety, 19 травня 1766 —†29 квітня 1856) — французький генерал часів Першої імперії, барон, пер Франції.

## Життєпис
Народився у 1766 році у Ліоні. Замолоду мріяв про кар'єру військового. У 1781 році поступив до військового училища у Меці, де навчався на артилериста. Після закінчення у 1783 році стає лейтенантом артилерії Гренобля, у 1788 році старшим лейтенантом. У 1791 році переведено до 4-го артилерійського полку у званні другого капітана. Воював в Альпійській армії, 1 лютого 1792 року отримує у розпорядження роту.
У 1796–1797 роках був в Італійській армії. зумів відзначитися у битвах при Бассано, Арколе, Ріволі. У 1797 році переведено до 8-го артилерійського полку. Згодом переведено до Бресту (Бретань), де готувалася військова експедиція до Ірландії. Втім остання не була вдалою. По поверненню служив у північній армії. У 1799 році перейшов до Італійської армії, де звитяжив у битвах Кастеджіо та при Маренго у 1800 році. У 1803 році отримує призначення очільника 1-го піхотного полку артилерії. Згодом отримує Орден Почесного легіону. У 1804 році отримує звання бригадного генерала.
Жозеф-Марі Пернеті відзначився у військовій кампанії 1805 року — у битвах при Ульмі та під Аустерліцем. У 1806 році гарно проявив себе у битві під Єною. Керував облогу Бреслау. У 1807 році отримує звання дивізійного генерала. У 1809 році призначається командувачем 4-го артилерійського корпусу Армії Німеччини маршала Массени. Геройські проявив себе у битвах при Еслінгі та Ваграмі. За свої звитяги отримав титул барона імперії та звання кавалера Ордену Почесного легіону.
У 1810 році займається визначенням кордонів між Баварією та австрією. За це отримує від короля Баварії Великий хрест Військового ордена. У військовій кампанії 1812 року проти Росії був у складі дивізії Компана. Особливо проявив себе у битві при Бородіно. При відступі з Росії очолював артилерію ар'єргарду. У кампанії 1813 року звитяжив у битвах при Люцені, Бауцені, Дрезденом, Лейпцигом та Ханау.
Після зречення Наполеона I у 1814 році став служити королю Людовику XVIII, який призначив Пернеті генеральним інспектор артилерії в Греноблі та Валансі. Під час Ста днів не підтримав Бонапарта. Тому при другій реставрації Бурбонів зберіг своє становище. У 1815 році очолив Артилерійський департамент військового міністерства. У 1816 році стає віконтом, того ж року членом військової ради, у 1818 році генерал-інспектор артилерії, голова Центрального комітету артилерії. 1 травня 1821 року він був нагороджений Великим хрестом Ордена Почесного легіону.
За Липневої монархії у 1832 році при виході у відставку отримав звання генерал-лейтенанта. У 1835 році стає пером Франції у 1835 році. Після цього не втручався у політику, не займав якихось державних посад. За Другої Французької імперії у 1854 році став сенатором. Помер Жозеф-Марі Пернеті 29 квітня 1856 року у Парижі.